# Johann Heermann

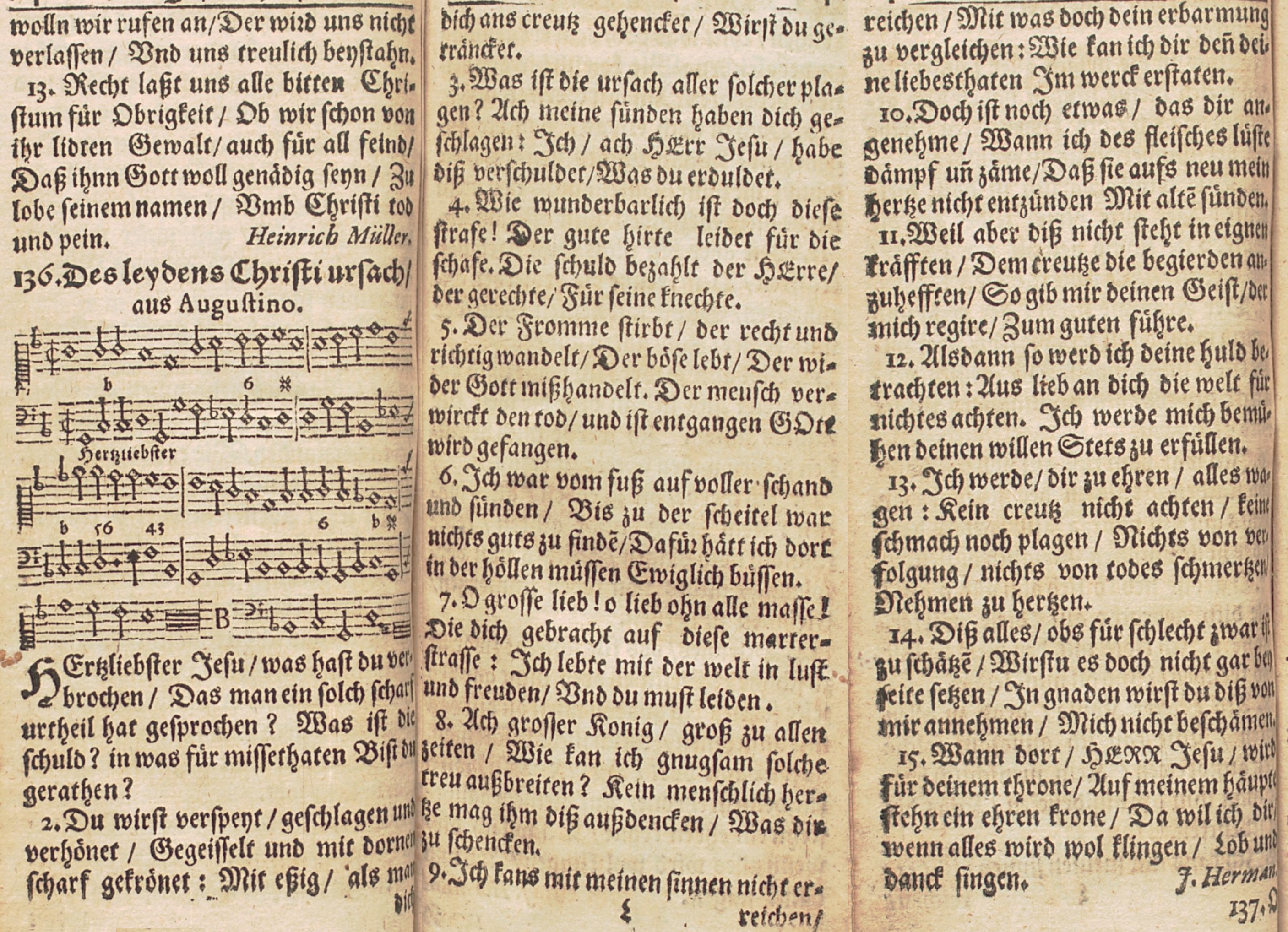
Herzliebster Jesu, was hast du verbrochen, In: Praxis Pietatis Melica, vydání z roku 1660

Johann Heermann (nebo také Johannes Heermann, 11. října 1585 v Rudně u Lubina – 17. února 1647 v Lešně) byl slezský básník a evangelický kazatel, je nazýván „slezský Jób“.

## Biografie
Pocházel z chudých poměrů, přesto navštěvoval roku 1597 (latinskou) školu ve Volově (Wohlau). Studium musel avšak ze zdravotních důvodů přerušit a vrátil se zpět domů.
Je pokládán za nejvýznamnějšího skladatele německých duchovních písní mezi Lutherem a Gerhardtem.